# Resolutie 256 Veiligheidsraad Verenigde Naties
Resolutie 256 van de Veiligheidsraad van de Verenigde Naties werd aangenomen op 16 augustus 1968. De resolutie veroordeelde Israëlische aanvallen op Jordanië.

## Achtergrond
Sinds het uitroepen van de staat Israël in 1948 had geen enkel Arabisch land Israël erkend en velen verwachtten niet dat Israël nog erg lang zou blijven bestaan. Na de oorlog van 1956 ontstond opnieuw een fragiel evenwicht. Spanningen liepen in 1967 hoog op. Israël voerde een preventieve aanval uit, hetgeen op zijn beurt leidde tot de Zesdaagse Oorlog. De VN greep onmiddellijk in, waardoor er na zes dagen een staakt-het-vuren kwam.
In deze oorlog verloren Egypte, Syrië en Jordanië grondgebied aan Israël dat ze terug wilden. Omdat ze een echte oorlog niet konden winnen, besloten ze tot een uitputtingsoorlog, waarbij Jordanië vooral steun verleende aan de Palestijnse Fedayin. Het staakt-het-vuren bleef dode letter daar Jordanië Israël onder vuur bleef namen, met grootschalige luchtaanvallen als antwoord.

## Inhoud
De Veiligheidsraad had de verklaringen van de vertegenwoordigers van Jordanië en Israël gehoord. De documenten die waren voorgelegd door de permanente vertegenwoordigers van Israël en Jordanië, S/8616, S/8617, S/8721 en 8724 werden in beschouwing genomen. Resolutie 248 werd in herinnering geroepen.
De Veiligheidsraad merkte op dat iedere vorm van inbreuk op het staakt-het-vuren moest worden voorkomen, en dat beide militaire acties van Israël op het grondgebied van Jordanië geplande grootscheepse militaire acties waren. De Veiligheidsraad ernstig bezorgd over het effect van deze acties op de stabiliteit in de regio.
Resolutie 248 werd bevestigd. Men betreurde de dodelijke slachtoffers en de zware schade aan eigendommen. Beredeneerd werd dat door de geplande aanvallen de vrede werd bedreigd. De aanval van Israël werd veroordeeld, in overtreding van het VN-grondvest en resolutie 248. De Veiligheidsraad waarschuwde dat bij een vervolg zou worden ingegrepen.
Lijst ·  245 ·  246 ·  247 ·  248 ·  249 ·  250 ·  251 ·  252 ·  253 ·  254 ·  255 ·  256 ·  257 ·  258 ·  259 ·  260 ·  261 ·  262